# Fakir

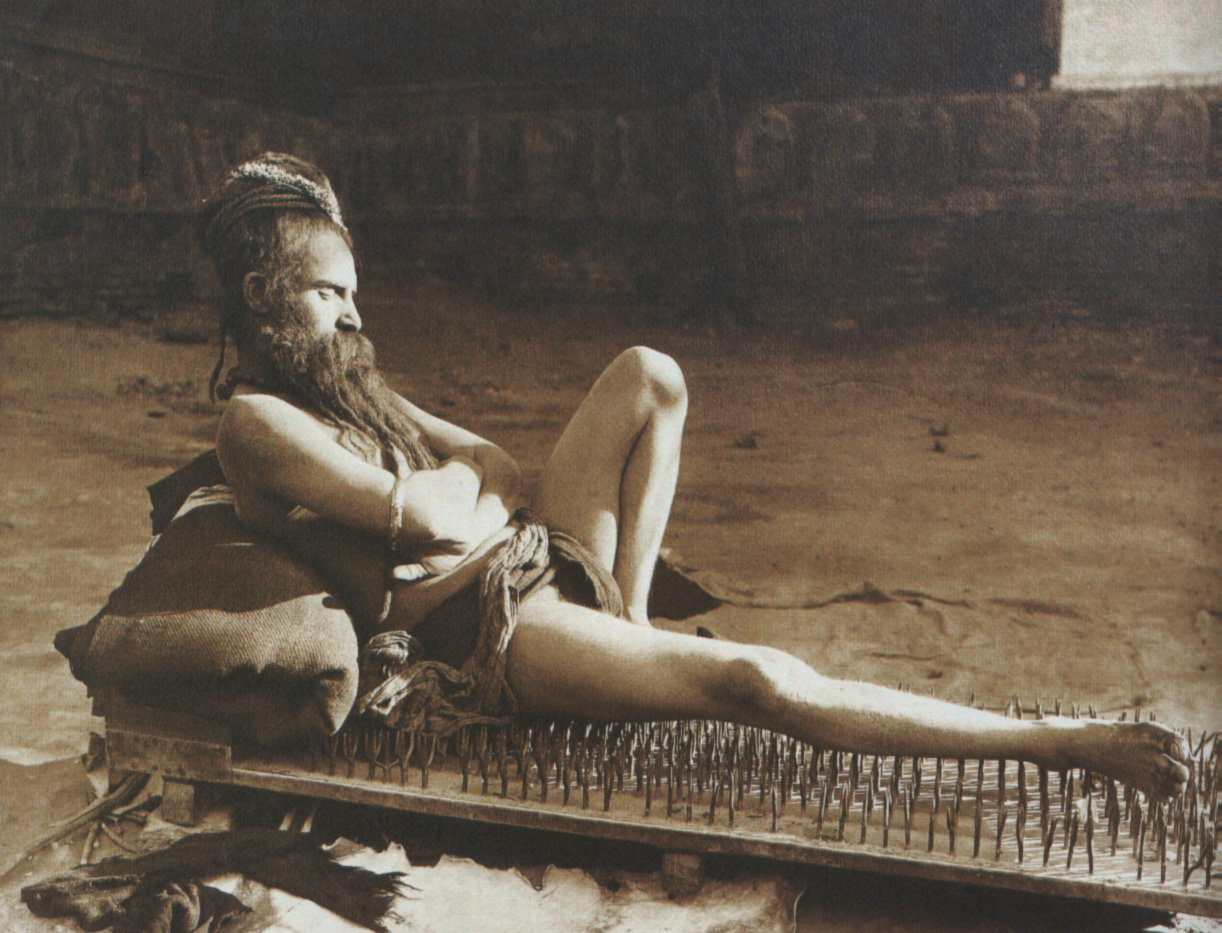
Fakir op spijkerbed (1907).

Een fakir is een soefistische en soms ook hindoeïstische asceet die vooral voorkomt in India. Het woord komt van het Arabische woord faqir, dat arme betekent.
In de islam komt een fakir, in de betekenis van iemand die geen inkomen of bezittingen heeft, in aanmerking voor het ontvangen van een deel van de zakat.
Verwant met de fakir is de jadugar, een rondtrekkende magiër die verhalen vertelt, gedachten leest, goochelt en tovert met de zwaartekracht. Ze leren hun vak op de academies voor magie.